# جوني مورتيمر
جوني مورتيمر (بالإنجليزية: Johnny Mortimer)‏ (5 ديسمبر 1923 في المملكة المتحدة - 1 يوليو 2013) هو لاعب كرة قدم بريطاني في مركز الدفاع. لعب مع نادي ريكسهام.